# Liepiai
Liepiai är en ort i Litauen.   Den ligger i kommunen Jonavos rajono savivaldybė och länet Kaunas län, i den centrala delen av landet, 80 km nordväst om huvudstaden Vilnius. Liepiai ligger 76 meter över havet och antalet invånare är 425.
Terrängen runt Liepiai är platt, och sluttar västerut. Runt Liepiai är det ganska tätbefolkat, med 58 invånare per kvadratkilometer. Närmaste större samhälle är Jonava, 11,2 km söder om Liepiai. Trakten runt Liepiai består till största delen av jordbruksmark.